# Keyit
Keyit – bardzo rzadki minerał klasy arsenianów. 

## Właściwości
Krystalizuje w układzie jednoskośnym. Wykształca kryształy o pokroju słupkowym, igiełkowym oraz długotabliczkowym. Występuje w skupieniach wiązkowych, promienistych lub równoległych. Jest minerałem kruchym i przeświecającym. Posiada jasnoniebieską rysę oraz szklisty połysk. 

## Występowanie
Występuje w strefie utleniania kruszców miedzi. Towarzyszą mu cuproadamin, malachit, zeuneryt, oliwenit, chalkozyn oraz adamin. Spotykany głównie w Tsumeb w Namibii. Stwierdzony również w Grecji (Attyka).